# Ross Edwards

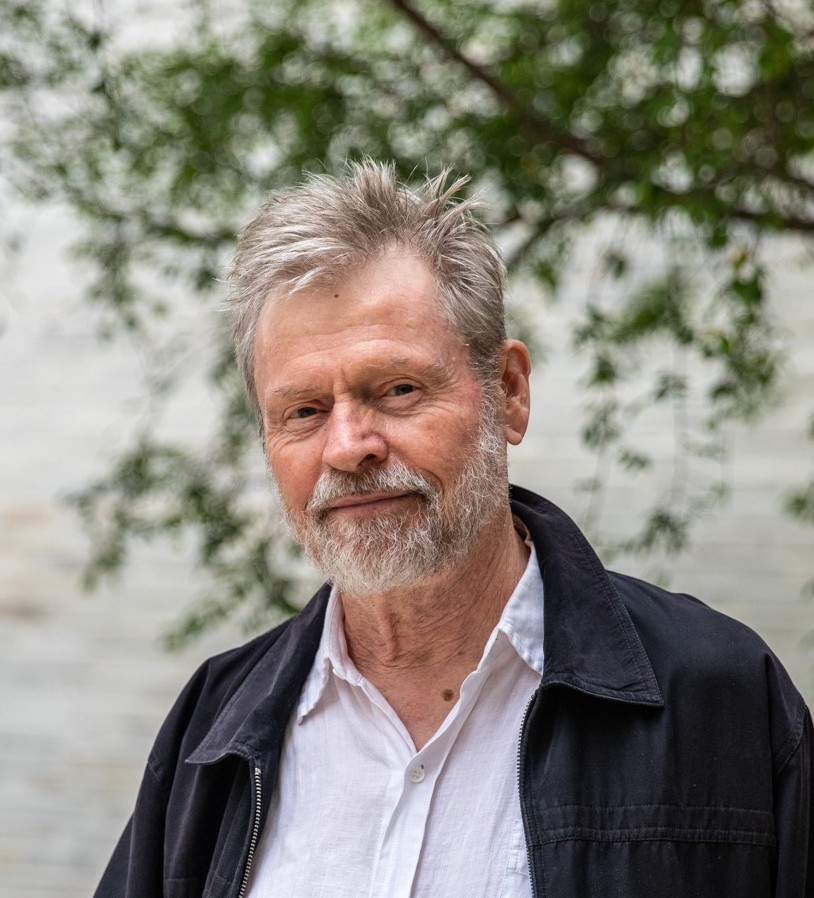
Ross Edwards, 2020

Ross Edwards AM (* 23. Dezember 1943 in Sydney) ist ein australischer Komponist.

## Leben
Edwards studierte am Sydney Conservatorium of Music und an der University of Adelaide. Seinen Doktortitel erwarb er an der University of Sydney. Zu seinen Lehrern gehörten Sándor Veress und Sir Peter Maxwell Davies. Nach einem Aufenthalt in London lehrte Edwards zunächst an der University of Sydney und am Sydney Conservatorium. Seit 1980 lebt er als freier Komponist in Sydney.

## Werke
Bekannt sind etwa das Klavierkonzert von 1982, das 1983 von Dennis Hennig mit dem Queensland Symphony Orchestra zum ersten Mal in der Öffentlichkeit gespielt wurde, das Violinkonzert Maninyas (1988), das Dene Olding gewidmet ist, und die Symphonie Da pacem domine (1991) sowie das 2002 mit Diana Doherty unter Leitung von Lorin Maazel uraufgeführte Oboenkonzert Bird  Spirit Dreaming.
Die zum Jahrtausendwechsel geschaffene Komposition Dawn mantras erklingt stündlich im Powerhouse Museum zur Prozession der Apostel im Uhrenmodell von Richard Bartholomew Smith.

## Auszeichnungen
2002, 2005 und 2007 erhielt Edwards jeweils einen Classical Music Award. Ausgezeichnet wurde 2002 seine Symphonie Nr. 3, 2005 sein Gitarrenkonzert mit Streichorchester und 2007 ein Klaviertrio. 1997 wurde er zum Member des Order of Australia ernannt.